# Mistrzostwa Madagaskaru w Lekkoatletyce 1999
Mistrzostwa Madagaskaru w Lekkoatletyce 1999 – zawody lekkoatletyczne rozegrane w sierpniu 1999 w Antananarywie. Maraton rozegrano 27 czerwca w Mahafandze.

## Rezultaty

### Mężczyźni
| Konkurencja:                       | 1. miejsce                   | Rezultat |
| Bieg na 100 metrów                 | Jean-Jacky Randriamamitiana  | 10,4     |
| Bieg na 200 metrów                 | Jean-Jacky Randriamamitiana  | 21,7     |
| Bieg na 400 metrów                 | Jean-Luc Boniface            | 48,6     |
| Bieg na 800 metrów                 | Kamardine Andriatambézana    | 1:53,4   |
| Bieg na 1500 metrów                | Kamardine Andriatambézana    | 3:52,9   |
| Bieg na 5000 metrów                | Gaston Andriamifidy          | 14:30,3  |
| Bieg na 10 000 metrów              | Gaston Andriamifidy          | 30:26,5  |
| Bieg maratoński                    | Joachim Ralala               | 2:38:55  |
| Bieg na 3000 metrów z przeszkodami | Augustin Ravaolahy           | 9:09,0   |
| Bieg na 110 metrów przez płotki    | Joseph-Berlioz Randriamihaja | 14,0     |
| Bieg na 400 metrów przez płotki    | Yvon Rakotoarimiandry        | 51,1     |
| Skok wzwyż                         | Riri Josveh Tonganirina      | 2,06     |
| Skok o tyczce                      | Solohasinlony Rahériniana    | 3,80     |
| Skok w dal                         | Éric Rakotonanahary          | 7,01     |
| Trójskok                           | Toussaint Rabenala           | 16,10    |
| Pchnięcie kulą                     | Germain Radera               | 12,45    |
| Rzut dyskiem                       | Germain Radera               | 40,67    |
| Rzut młotem                        | Germain Radera               | 39,67    |
| Rzut oszczepem                     | Noël Vélo                    | 59,39    |
| Chód na 20 kilometrów              | Hajatahiana Rakotomanana     | 2:05:45  |

### Kobiety
| Konkurencja:                    | 1. miejsce                 | Rezultat  |
| Bieg na 100 metrów              | Hanitriniaina Rakotondrabe | 11,5      |
| Bieg na 200 metrów              | Nina Ralalaharisoa         | 25,2      |
| Bieg na 400 metrów              | Ony Paule Ratsimbazafy     | 52,9      |
| Bieg na 800 metrów              | Fanja Razafiarisoa         | 2:11,6    |
| Bieg na 1500 metrów             | Jeanine Razafiarisoa       | 4:36,5    |
| Bieg na 5000 metrów             | Jeanine Razafiarisoa       | 17:43,0   |
| Bieg na 10 000 metrów           | Elysée Razafimahatratra    | 37:54,2   |
| Bieg maratoński                 | Eléonore Ralantoarimalala  | 3:26:03   |
| Bieg na 100 metrów przez płotki | Cendrino Razaiarimalala    | 14,5      |
| Bieg na 400 metrów przez płotki | Cendrino Razaiarimalala    | 57,5      |
| Skok wzwyż                      | Mamy Rarivoarimanana       | 1,50      |
| Skok o tyczce                   | Ange Rajaonah              | 2,30      |
| Skok w dal                      | Vaovao Rapitsaravolazandry | 5,57      |
| Trójskok                        | Vaovao Rapitsaravolazandry | 12,74     |
| Pchnięcie kulą                  | Ange-Doris Ratsimbazafy    | 13,17     |
| Rzut dyskiem                    | Ange-Doris Ratsimbazafy    | 35,22     |
| Rzut młotem                     | Ange-Doris Ratsimbazafy    | 43,75     |
| Rzut oszczepem                  | Marie-Anita Tidahy         | 47,21     |
| Siedmiobój lekkoatletyczny      | Mamy Rarivoarimanana       | 4520 pkt. |
| Chód na 5000 metrów             | Bodosolo Ravololomboahangy | 29:21,4   |